# 谢周三足球俱乐部
谢菲尔德星期三足球俱乐部（英語：Sheffield Wednesday Football Club），簡稱錫周三，是位於英格蘭北部南約克郡謝菲爾德的兩間著名職業足球會之一（另一支為錫菲聯），成立於1867年，主場為希爾斯堡球場（Hillsborough），於2009/10年球季季後降班到英格蘭甲級聯賽作賽，兩年後以亞軍身份重返英格蘭足球冠軍聯賽。
2020/21年球季錫周三受到財務違規重創，被扣6分，最後僅得41分位列英冠榜末，來季降級英甲。本季同樣來自謝菲爾德，在英超作賽的錫菲聯亦以英超榜末身份降班。

## 大事紀年
| 年 份   | 事 項 |
| ------- | --- |
| 1867    | 球隊在9月4日星期三成立，原為一支木球隊                                                                    |
| 1882    | 木球隊與足球隊正式分家。直到1929年球隊被稱為“周三隊”（The Wednesday）                                                  |
| 1881-82 | 晉身足總杯四強                                                                                            |
| 1889-90 | 足球同盟（Football Alliance）創始成員。足球同盟聯賽冠軍。決賽1-6負於，足總杯亞軍                                           |
| 1892-93 | 獲選加入足球聯盟甲組聯賽                                                                                  |
| 1893-94 | 晉身足總杯四強                                                                                            |
| 1894-95 | 晉身足總杯四強                                                                                            |
| 1895-96 | 決賽2-1擊敗狼隊，足總杯冠軍                                                                               |
| 1899    | 甲組聯賽排第十八位，降級乙組                                                                              |
| 1899-00 | 乙組聯賽冠軍，主場17戰全勝，升級甲組                                                                      |
| 1902-03 | 甲組聯賽冠軍                                                                                              |
| 1903-04 | 蟬聯甲組聯賽冠軍（第二次）。晉身足總杯四強                                                                |
| 1904-05 | 晉身足總杯四強                                                                                            |
| 1906-07 | 決賽2-1擊敗，足總杯冠軍（第二次）                                                                         |
| 1920    | 甲組聯賽排第廿二位，降級乙組                                                                              |
| 1925-26 | 乙組聯賽冠軍，升級甲組                                                                                    |
| 1928-29 | 甲組聯賽冠軍（第三次）                                                                                    |
| 1929-30 | 蟬聯甲組聯賽冠軍（第四次）。晉身足總杯四強                                                                |
| 1934-35 | 決賽4-2擊敗，足總杯冠軍（第三次）                                                                         |
| 1937    | 甲組聯賽排第廿二位，降級乙組                                                                              |
| 1949-50 | 乙組聯賽亞軍，升級甲組                                                                                    |
| 1951    | 甲組聯賽排第廿一位，降級乙組                                                                              |
| 1951-52 | 乙組聯賽冠軍，升級甲組                                                                                    |
| 1953-54 | 晉身足總杯四強                                                                                            |
| 1955    | 甲組聯賽排第廿二位，降級乙組                                                                              |
| 1955-56 | 乙組聯賽冠軍，升級甲組                                                                                    |
| 1958    | 甲組聯賽排第廿二位，降級乙組                                                                              |
| 1958-59 | 乙組聯賽冠軍，升級甲組                                                                                    |
| 1959-60 | 晉身足總杯四強                                                                                            |
| 1960-61 | 甲組聯賽亞軍                                                                                              |
| 1961-62 | 歐洲博覽會杯八強                                                                                          |
| 1965-66 | 決賽2-3負於，足總杯亞軍                                                                                   |
| 1970    | 甲組聯賽排第廿二位，降級乙組                                                                              |
| 1975    | 乙組聯賽排第廿二位，降級丙組                                                                              |
| 1979-80 | 丙組聯賽季軍，升級乙組                                                                                    |
| 1982-83 | 晉身足總杯四強                                                                                            |
| 1983-84 | 乙組聯賽亞軍，升級甲組                                                                                    |
| 1985-86 | 晉身足總杯四強                                                                                            |
| 1990    | 甲組聯賽排第十八位，降級乙組                                                                              |
| 1990-91 | 乙組聯賽季軍，升級甲組。決賽1-0擊敗，聯賽杯冠軍                                                           |
| 1992-93 | 超聯創始成員。決賽1-2負於，聯賽杯亞軍。決賽1-1，重賽1-2再次負於，足總杯亞軍                               |
| 1993-94 | 晉身聯賽杯四強                                                                                            |
| 2000    | 英超排第十九位，降級甲組《II》                                                                            |
| 2001-02 | 晉身聯賽杯四強                                                                                            |
| 2003    | 甲組《II》聯賽排第廿二位，降級乙組《III》                                                                 |
| 2004-05 | 乙組《III》聯賽更名英甲聯賽。英甲聯賽排第五位，附加賽兩回合累計3-1擊敗，千禧球場決賽4-2擊敗，升級英冠聯賽 |
| 2009-10 | 英冠聯賽排第廿二位，降班英甲聯賽                                                                          |
| 2011-12 | 英甲聯賽亞軍，升班英冠聯賽                                                                                |
| 2015-16 | 英冠聯賽排第六位，附加賽準決賽兩回合累計3-1擊敗白禮頓，決賽以0-1負於侯城                                  |
| 2016-17 | 英冠聯賽排第四位，附加賽準決賽兩回合累計1-1，十二碼3-4負於哈特斯菲                                        |
| 2020-21 | 因財政違規，被扣六分；英冠聯賽排第廿四位，降班英甲聯賽                                                    |
| 2021-22 | 英甲聯賽排第四位，附加賽準決賽兩回合累計1-2負於新特蘭                                                     |
| 2022-23 | 英甲聯賽排第三位，附加賽準決賽兩回合連加時累計5-5，十二碼5-3擊敗，溫布萊決賽連加時1-0擊敗，升級英冠聯賽   |

## 球會近況
- 2015年6月11日，帶領球隊以中游成績結束上個球季的主教練（Stuart Gray），於上任18個月後被撤除職務，是第四名於季後下台的英冠領隊[1]。
- 2015年6月30日，聘請資深的葡籍教練（Carlos Carvalhal）接掌球隊，並邀請史雲頓領隊（Mark Cooper）出任助教[2]。

### 盃賽成績
| 圈數     | 日期          | 主／客   | 對賽球隊 | 紀錄                           |
| 聯 賽 盃 | 聯 賽 盃      | 聯 賽 盃 | 聯 賽 盃 | 聯 賽 盃                       |
| -------- | ------------- | -------- | -------- | ------------------------------ |
| 第一圈   | 2020年9月5日  | 客       | 華素爾   | 和0 - 0 互射十二碼勝4 - 2      |
| 第二圈   | 2020年9月16日 | 主       | 羅奇代爾 | 勝2 - 0                        |
| 第三圈   | 2020年9月23日 | 客       | 富咸     | 負0 - 2                        |
| 足 總 盃 |               |          |          |                                |
| 第三圈   | 2021年1月9日  | 客       | 艾斯特城 | 勝2 - 0 （页面存档备份，存于） |
| 第四圈   | 2021年1月24日 | 客       | 愛華頓   | 負0 - 3 （页面存档备份，存于） |

## 主場球場

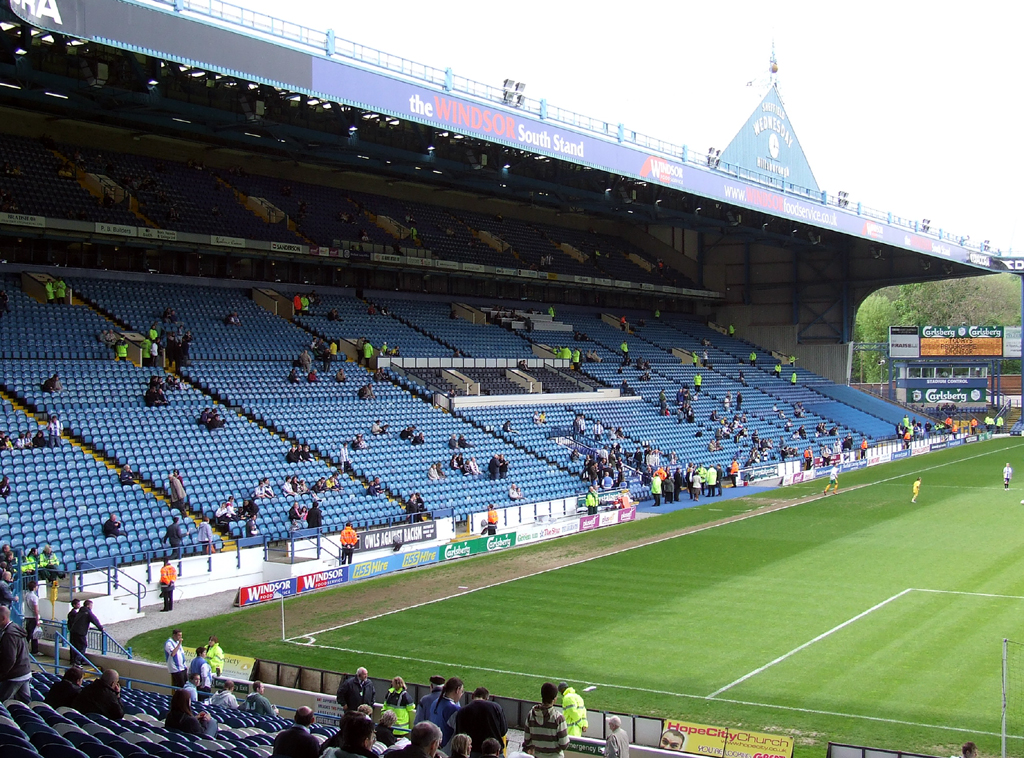
希爾斯堡球場南看台

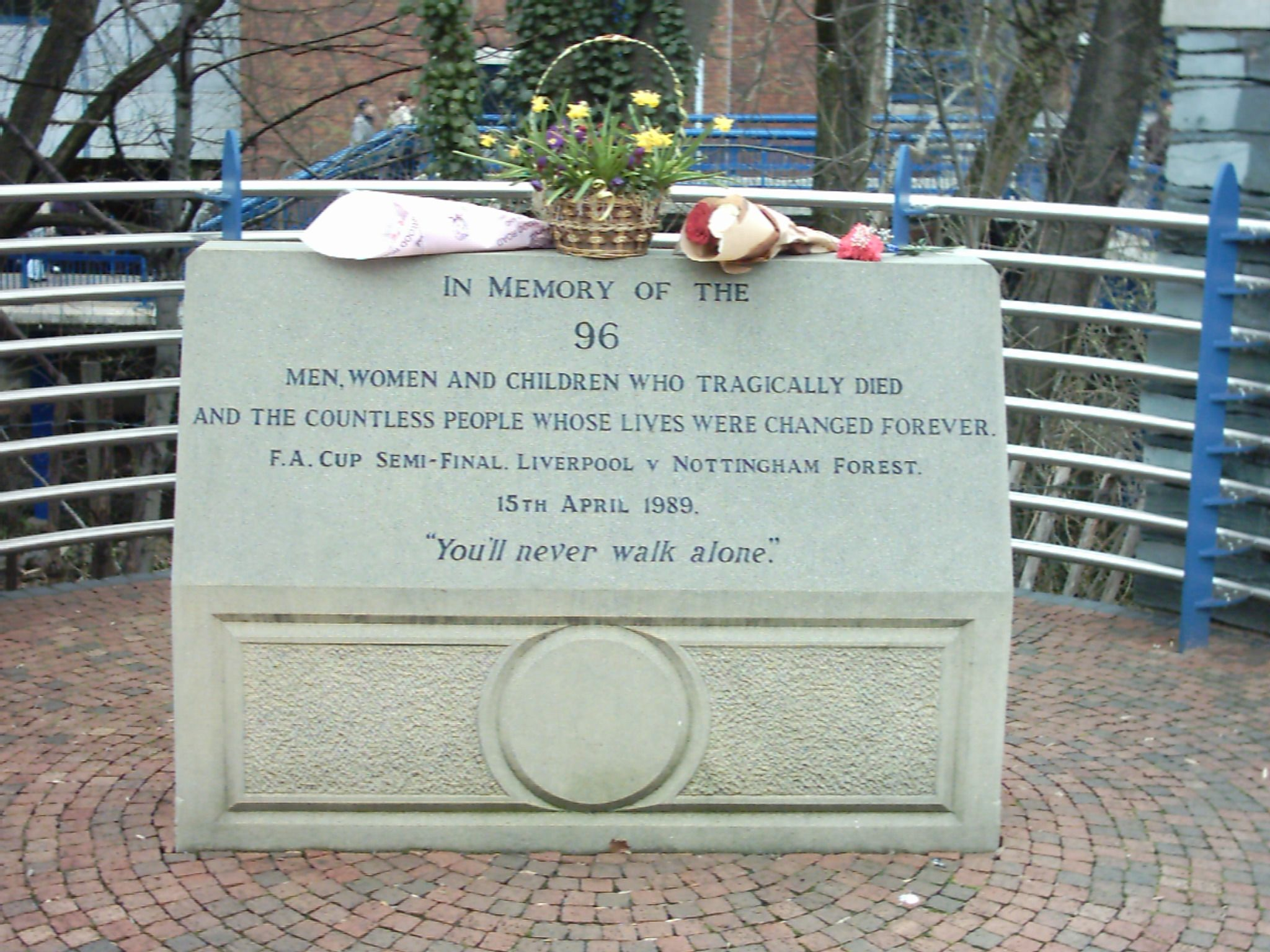
希爾斯堡球場慘劇紀念石

錫周三在1899年因鐵路改道而搬離橄欖林球場（Olive Grove），遷入原名“奧拿頓球場”（Owlerton Stadium）的希爾斯堡球場（Hillsborough Stadium），現時為全座席可容納39,859名觀眾。
2009年8月19日錫周三宣佈希爾斯堡將進行重大重修，將容量增加到45,000人，預計於2013年完成。

### 希爾斯堡球場慘劇
在1989年4月15日位於英格蘭謝菲爾德的希爾斯堡球場發生人踩人導致96人死亡（主要是利物浦的球迷）的事件，被稱為希爾斯堡球場慘劇（Hillsborough disaster）。
利物浦晉身第17次足總杯的準決賽，對手為，比賽在中立的希爾斯堡球場（錫周三的主場球場）舉行。當時大部份的球場為防止足球流氓而在比賽草坪及觀眾席之間設有分隔鐵網，成為慘劇的原因之一，外引起事件的梯階式立席看台（沒有座位及票價較廉）是另一個原因，立席看台為控制人郡也用鐵網分隔成一段段稱為圍欄（pens）。
希爾斯堡球場作為中立球場如常將對賽球隊的球迷分配到不同的看台：利物浦的球迷獲分配到歷平斯徑看台（Leppings Lane End）。比賽預定在下午三時正展開，由於交通延誤，大部份利物浦球迷很遲才到達球場，在開賽前大量球迷聚集在入閘機前細小的空間而形成樽頸，由於估計有高達5,000名球迷等候入閘，警方決定開放沒有入閘機的""閘，過千球迷即時通過看台後方狹窄的入場隧道，擁入原已十分擠迫入口兩面的圍欄，人群推前使到前方無路可退的球迷壓向分隔鐵網，後面的球迷沒有察覺發生意外，直到三時零六分球證鳴笛中止球賽，這時分隔鐵網的一扇小門打開，部分球迷逃出到比賽草坪，部分球迷爬上分隔鐵網，更有球迷被拉上上層看台，草坪很快便佈滿氣喘吁吁的球迷，現場警員及救護員一時間未能應付大量死傷球迷，其他球迷盡力提供協助，部分為傷者進行人工呼吸，亦有球迷將場地廣告板作為擔架將傷者搬離草坪。慘劇最終導致96人死亡（其中一名球迷在昏迷四年後才去世）及766人受傷。

## 球會榮譽

1999-2016年使用的會徽

| 榮譽               | 次數        | 年度                                                    |
| 聯 賽 比 賽        | 聯 賽 比 賽 | 聯 賽 比 賽                                             |
| ------------------ | ----------- | ------------------------------------------------------- |
| 甲組〈I〉聯賽 冠軍 | 4           | 1902/03年, 1903/04年, 1928/29年, 1929/30年。            |
| 乙組聯賽 冠軍      | 5           | 1899/00年, 1925/26年, 1951/52年, 1955/56年, 1958/59年。 |
| 甲級附加賽 冠軍    | 1           | 2004/05年。                                             |
| 足球同盟聯賽 冠軍  | 1           | 1889/90年。                                             |
| 杯 賽 比 賽        |             |                                                         |
| 足總杯 冠軍        | 3           | 1896年, 1907年, 1935年。                                |
| 足總杯 亞軍        | 3           | 1890年, 1966年, 1993年。                                |
| 聯賽杯 冠軍        | 1           | 1991年。                                                |
| 聯賽杯 亞軍        | 1           | 1993年。                                                |
| 慈善盾 冠軍        | 1           | 1935年。                                                |

## 著名球星
- （Viv Anderson，1991-93）
- （Gary Bannister，1981-84）
- （Lee Chapman，1984-88）
- （Paolo Di Canio，1997-99）
- （Grant Holt，2003-04）
- （Wim Jonk，1998-2001）
- （Gary Megson，1981-84、1985-89）
- （Mel Sterland，1978-89）
- （Chris Waddle，1992-96）
- （Des Walker，1993-2001）
- （Howard Wilkinson，1966-71）
- （Nigel Worthington，1983-94）